# Li Shufu

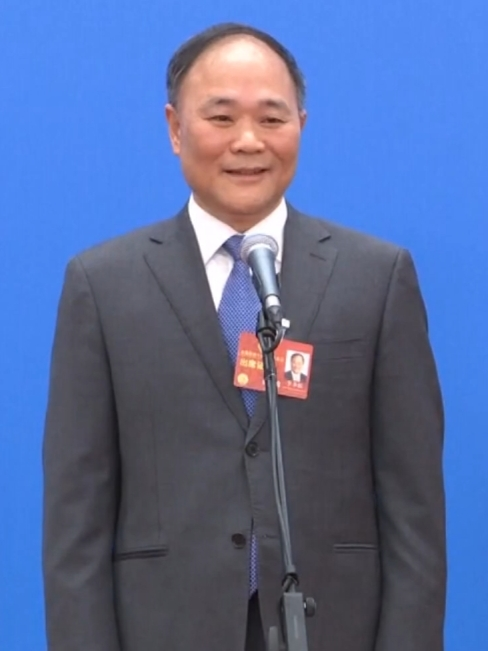
Li Shufu

Li Shufu (Taizhou (Zhejiang) China, 1963) is de topman en stichter van de groep Geely, thans de tweede grootste autobouwer van China. Voorheen deed hij ingenieursstudies aan de Yanshan University in Qinhuangdao. Li Shufu woont thans in Hangzhou, de hoofdstad van de provincie Zhejiang. Geely werd opgericht in 1986 en produceerde aanvankelijk koelkasten, nadien bromfietsen en vanaf 1997 auto's.
Geely en zijn chairman Li Shufu kwam in Europa in het nieuws omwille van de interesse voor Volvo Car Corporation. Uiteindelijk verkocht de Ford Motor Company deze autobouwer aan Geely in 2010. Volgens Forbes staat Li Shufu op de 44ste plaats op de lijst van de rijkste personen in China en is onder meer ook bekend als filantroop. Hij is tevens voorzitter van Volvo Cars. In 2017 kocht hij een meerderheidsaandeel in Lotus en in 2018  een aandeel van 9,69 % in de Duitse autobouwer Daimler.